# Ununennium
Ununennium er det foreløbige navn for grundstof nr. 119 i det periodiske system. Ununennium har det kemiske symbol Uue og bliver placeret i 8. periode og 1. gruppe i det periodiske system.
Grundstoffet findes ikke i naturen, og det er endnu ikke lykkedes at fremstille det syntetisk, men det er forudsagt til at være et alkalimetal.

## Forsøg på fremstilling
Siden 1985 har der flere gange været forsøgt at fremstille ununennium syntetisk ved at beskyde forholdsvis tunge atomkerner med lettere atomkerner i en accelerator, men det er endnu ikke lykkedes at påvise eksistensen af ununenniumkerner.
I 2018 påbegyndtes en række forsøg på Riken-instituttet i Saitama, Japan, hvor man bombarderer kerner af grundstoffet curium - indeholdende 96 protoner - med accelererede kerner af grundstoffet vanadium - indeholdende 23 protoner. Hvis det lykkes at bringe de to kerner sammen til én, vil man have skabt et nyt grundstof indeholdende 119 protoner.